# Krumlovsko-rokytenské slepence
Národní přírodní rezervace Krumlovsko-rokytenské slepence byla vyhlášena k ochraně přírodovědecky nejhodnotnější části geomorfologicky a mikroklimaticky členitého území údolí říčky Rokytné zahloubené v permských slepencích na jihovýchodním okraji Boskovické brázdy s výskytem druhově mimořádně bohatých rostlinných a živočišných společenstev skal, lesostepí, lesů a vodních toků. Mezi nejvýznamnější zástupce rostlin patří endemický hvozdík moravský (Dianthus moravicus), koniklec velkokvětý (Pulsatilla grandis) nebo řeřišničník skalní (Cardaminopsis petraea). Z bezobratlých je na lokalitě hojně zastoupena kudlanka nábožná (Mantis religiosa), dále se zde vyskytuje např. pestrokřídlec podražcový (Zerynthia polyxena), ploskoroh pestrý (Libelloides macaronius), krasec uherský (Anthaxia hungarica hungarica) či tesařík obrovský (Cerambyx cerdo Linné). V přirozeném úseku řeky Rokytné byl potvrzen výskyt kriticky ohroženého velevruba malířského (Unio pictorum). Z legislativně chráněných druhů plazů se v zájmovém území vyskytuje např. ještěrka zelená (Lacerta viridis), užovka hladká (Coronella austriaca), užovka obojková (Natrix natrix), z obojživelníků ropucha obecná (Bufo bufo), z avifauny např. strnad luční (Emberiza calandra), křepelka polní (Coturnix coturnix), sova pálená (Tyto alba), dudek chocholatý (Upupa epops), výr velký (Bubo bubo) nebo krkavec velký (Corvus corax).
Rezervaci tvoří dvě samostatná území, a to v okolí osady Rokytná a pod kostelem Sv. Floriana nad městem Moravský Krumlov v okrese Znojmo.

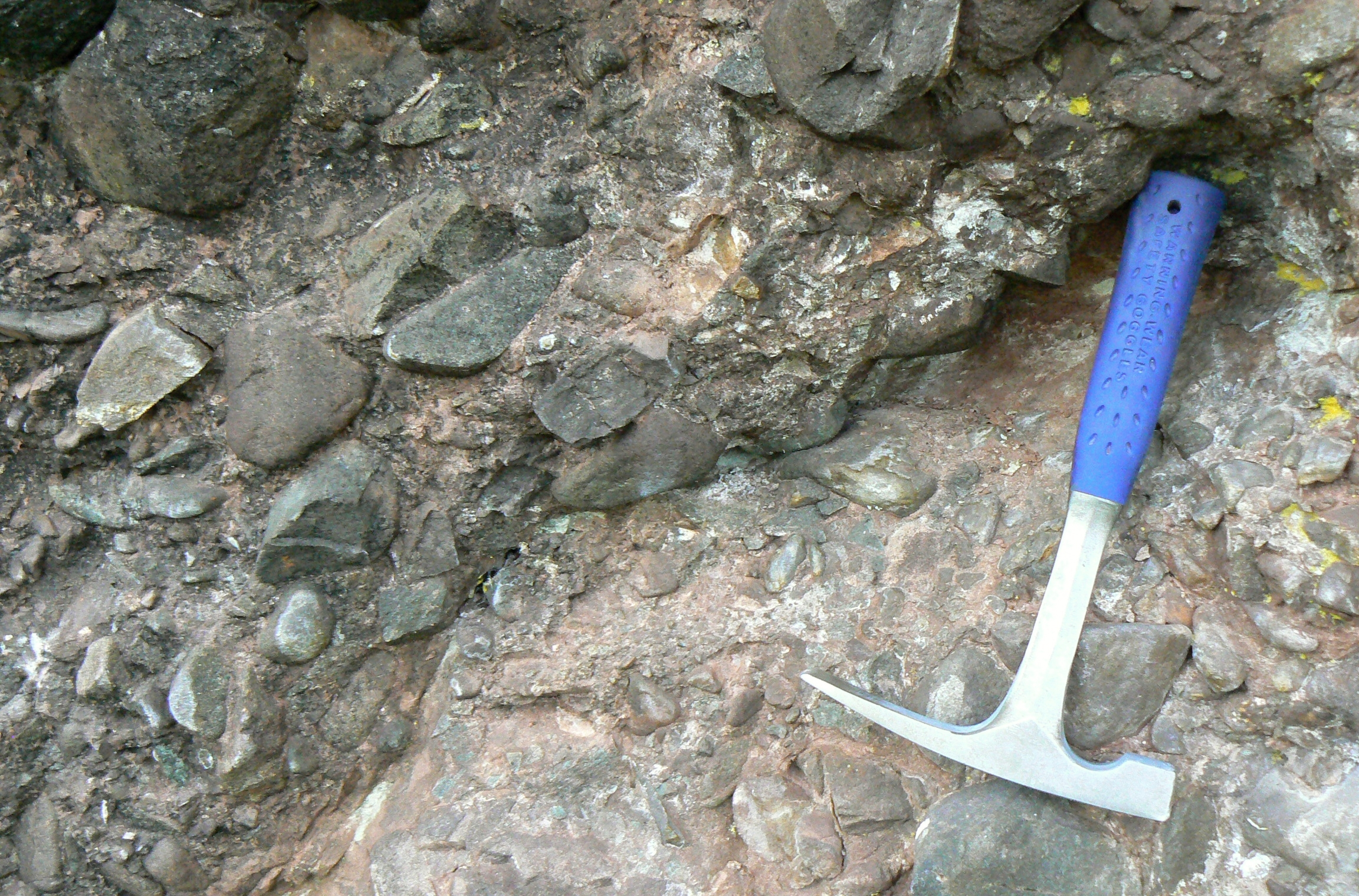
Detail slepenců (kladivo jako měřítko)